# Charles Whitworth (baron)
Charles Whitworth, 1. baron Whitworth (ur. 14 października 1675, zm. 23 października 1725 w Londynie) – brytyjski dyplomata.
W latach 1704–1712 reprezentował Wielką Brytanię w Petersburgu. Z początku jako poseł, a od roku 1709 jako ambasador. Musiał prowadzić negocjacje w wyniku pogorszenia się stosunków między obu krajami, po krótkotrwałym, lecz robiącym złe wrażenie aresztowaniu w 1708 roku za długi rosyjskiego posła w Londynie Andrieja Matwiejewa musiał przeprosić cara na uroczystej audiencji udzielonej mu 5 lutego 1710 roku, gdzie nazwał (jako jeden z pierwszych dyplomatów zachodnich Piotra Wielkiego "cesarzem").
Był ambasadorem w Holandii w latach 1717-1721. Jego wnukiem był również dyplomata Charles Whitworth, 1. hrabia Whitworth (1752-1825).